# مورتن ليندبرغ
مورتن ليندبرغ (بالنرويجية البوكمول: Morten Lindberg)‏ هو  ومهندس الصوت ومنتج أسطوانات نرويجي، ولد في 15 أغسطس 1970 في شين في النرويج.

## وصلات خارجية
- مورتن ليندبرغ على موقع IMDb (الإنجليزية)
- مورتن ليندبرغ على موقع ميوزك برينز (الإنجليزية)
- مورتن ليندبرغ على موقع ديسكوغز (الإنجليزية)